# Moldavië op het Eurovisiesongfestival 2008
Moldavië deed mee aan het Eurovisiesongfestival 2008 . Het was de vierde deelname van het land op het Eurovisiesongfestival. TRM was verantwoordelijk voor de Moldavische bijdrage voor de editie van 2008.

## Selectieprocedure
Tot 11 december kon iedereen die dit wenste zich inschrijven voor de selectie.
Op 12 december werden alle 27 liedjes uitgebracht en koos een jury de beste 12 liedjes.
De finale vond plaats op 9 februari 2008 in het National Palace in de hoofdstad Chisinau.
De show werd gepresenteerd door Rusalina Rusu en Sergiu Raelanu.
De winnaar van de show werd gekozen door een combinatie van jury, televoting en een comité bestaande uit leden van de nationale omroep.
| Selectie finalisten | Selectie finalisten      | Selectie finalisten | Selectie finalisten |
| Artiest             | Lied                     | Punten              | Resultaat           |
| ------------------- | ------------------------ | ------------------- | ------------------- |
| Alexa               | "We are one"             | 82                  | Finalist            |
| Alexandru Bognibov  | "I love the girls"       |                     | Nee                 |
| Orion               | "Chokolina"              |                     | Nee                 |
| Tanita              | "Exciting"               |                     | Nee                 |
| Dana Marchitan      | "Your Name"              | 35                  | Finalist            |
| Alex Hioara         | "Love in Spain"          |                     | Nee                 |
| Liusia Znamensky    | "Don’t deceive my heart" | 18                  | Finalist            |
| Galina Scoda        | "Your own vision"        | 27                  | Finalist            |
| Scroom              | "Jane"                   | 24                  | Finalist            |
| Sergiu Ilasciuc     | "Just be mine"           |                     | Nee                 |
| Olia Tira           | "Always will be"         | 86                  | Finalist            |
| Cristina Rujitcaia  | "You make me feel crazy" | 52                  | Finalist            |
| Elena Condorachi    | "Tinar zbor"             |                     | Nee                 |
| Geta Burlacu        | "A Century of Love"      | 52                  | Finalist            |
| Eugen Silta         | "In 2"                   |                     | Nee                 |
| Catrina Pislaru     | "Dance with me"          | 49                  | Finalist            |
| Catrina Pislaru     | "Feelings"               |                     | Nee                 |
| Santa Maffy         | "World goes wild"        |                     | Nee                 |
| Edict               | "I believe"              | 63                  | Finalist            |
| Metrolive           | "Ogon"                   |                     | Nee                 |
| El Radu             | "Let me love you"        |                     | Nee                 |
| Elena Dermidjean    | "Living creatures"       | 22                  | Finalist            |
| Ne Predel           | "Moldova"                |                     | Nee                 |
| Jay Mon             | "Point of view"          | 39                  | Finalist            |
| Slavici             | "O alta istorie"         |                     | Nee                 |
| Ruxanda             | "I’m out of your game"   |                     | Nee                 |
| Tatiana Ignat       | "The game is on again"   |                     | Nee                 |

| Finale - 9 februari 2008 | Finale - 9 februari 2008 | Finale - 9 februari 2008 | Finale - 9 februari 2008 | Finale - 9 februari 2008 | Finale - 9 februari 2008 | Finale - 9 februari 2008 | Finale - 9 februari 2008 | Finale - 9 februari 2008 |
| Volgorde                 | Artiest                  | Lied                     | Publiek                  | Publiek                  | Professionele Jury       | TRM Comité               | Totaal                   | Plaats                   |
| Volgorde                 | Artiest                  | Lied                     | Televoting               | Punten                   | Professionele Jury       | TRM Comité               | Totaal                   | Plaats                   |
| ------------------------ | ------------------------ | ------------------------ | ------------------------ | ------------------------ | ------------------------ | ------------------------ | ------------------------ | ------------------------ |
| 1                        | Liusia Znamensky         | "Don't deceive my heart" | 410                      | 0                        | 3                        | 2                        | 5                        | 11                       |
| 2                        | Elena Dermidjean         | "Living creatures"       | 1,350                    | 7                        | 5                        | 10                       | 22                       | 5                        |
| 3                        | Scroom                   | "Jane"                   | 458                      | 0                        | 1                        | 4                        | 5                        | 12                       |
| 4                        | Galina Scoda             | "Your own vision"        | 1,329                    | 6                        | 6                        | 12                       | 24                       | 4                        |
| 5                        | Dana Marchitan           | "Your name"              | 1,223                    | 5                        | 4                        | 3                        | 12                       | 8                        |
| 6                        | Jay Mon                  | "Point of view"          | 773                      | 2                        | 2                        | 6                        | 10                       | 9                        |
| 7                        | Catrina Pislaru          | "Dance with me"          | 644                      | 1                        | 7                        | 5                        | 13                       | 7                        |
| 8                        | Cristina Rujitcaia       | "You make me feel crazy" | 829                      | 3                        | 3                        | 2                        | 8                        | 10                       |
| 9                        | Geta Burlacu             | "A Century of Love"      | 4,293                    | 10                       | 12                       | 8                        | 30                       | 1                        |
| 10                       | Edict                    | "I believe"              | 1,124                    | 4                        | 6                        | 7                        | 17                       | 6                        |
| 11                       | Alexa                    | "We are one"             | 7,665                    | 12                       | 8                        | 7                        | 27                       | 3                        |
| 12                       | Olia Tira                | "Always will be"         | 2,603                    | 8                        | 10                       | 12                       | 30                       | 2                        |

## In Belgrado
Eerst moest men aantreden in de halve finale als 4de net na Estland en voor San Marino.
Op het einde van de avond bleek het land niet in een van de enveloppen te zitten. Men was op een 12de plaats geëindigd met 36 punten, wat niet voldoende was voor de finale.
België en Nederland hadden geen punten over voor deze inzending.

### Gekregen punten

#### Halve Finale
| 12 punten                             | 10 punten     | 8 punten | 7 punten | 6 punten  |
| ------------------------------------- | ------------- | -------- | -------- | --------- |
|                                       | - Roemenië    |          |          | - Armenië |
| 5 punten                              | 4 punten      | 3 punten | 2 punten | 1 punt    |
| - Azerbeidzjan - Rusland - San Marino | - Griekenland |          |          | - Andorra |

### Punten gegeven door Moldavië

#### Halve Finale
| 12 punten | Roemenië              |
| 10 punten | Azerbeidzjan          |
| 8 punten  | Finland               |
| 7 punten  | Rusland               |
| 6 punten  | Bosnië en Herzegovina |
| 5 punten  | Armenië               |
| 4 punten  | Griekenland           |
| 3 punten  | Noorwegen             |
| 2 punten  | Slovenië              |
| 1 punt    | Estland               |

#### Finale
| 12 punten | Roemenië     |
| 10 punten | Rusland      |
| 8 punten  | Azerbeidzjan |
| 7 punten  | Oekraïne     |
| 6 punten  | Israël       |
| 5 punten  | Noorwegen    |
| 4 punten  | Griekenland  |
| 3 punten  | Georgië      |
| 2 punten  | Armenië      |
| 1 punt    | Servië       |

2005 · 2006 · 2007 · 2008 · 2009 · 2010 · 2011 · 2012 · 2013 · 2014 · 2015 · 2016 · 2017 · 2018 · 2019 · 2020 · 2021 · 2022 · 2023 · 2024 · 2025